# صفا فتحی
صفا فتحی (انگلیسی: Safaa Fathy؛ زادهٔ ۱۷ ژوئیهٔ ۱۹۵۸) فیلمساز، شاعر و نویسنده اهل مصر است. عمده شهرت او بخاطر ساخت فیلم مستندی در مورد ژاک دریدا
است.